# Real Betis Esports
Real Betis eSport es un equipo oficial del Real Betis Balompié de deportes electrónicos. Actualmente, el equipo tiene plantilla de FIFA 17 en las siguientes plataformas: Origin (PC), PlayStation 4 y Xbox One.

## Historia
Fue fundado el 14 de diciembre de 2016 con una rueda de prensa realizada por José Miguel López Catalán y Ramón Alarcón (vicepresidente y director general de negocio del Real Betis Balompié respectivamente). Su debut en Primera División se produjo el día 30 de enero de 2017.

## Trayectoria
| Temporada    | Plataforma | Liga        | Liga | Liga | Liga | Liga | Liga | Liga | Liga | Liga |
| Temporada    | Plataforma | Div         | Pos. | J    | G    | E    | P    | GF   | GC   | Pts  |
| ------------ | ---------- | ----------- | ---- | ---- | ---- | ---- | ---- | ---- | ---- | ---- |
| 1º Temporada |            | 1º División | 9.º  | 26   | 7    | 10   | 9    | 19   | 27   | 31   |
| 1º Temporada |            | 1º División | 7.º  | 26   | 9    | 10   | 7    | 21   | 20   | 37   |
| 1º Temporada |            | 1º División | 6.º  | 26   | 9    | 11   | 6    | 25   | 12   | 38   |
| 2ª temporada |            | 1º División | 12.º | 26   | 3    | 8    | 15   | 20   | 43   | 17   |
| 2ª temporada |            | 1º División | 5.º  | 26   | 9    | 12   | 5    | 30   | 21   | 39   |
| 2ª temporada |            | 1º División | 9.º  | 26   | 9    | 5    | 12   | 27   | 28   | 32   |

## Palmarés
| Competición          | Plataforma | Títulos   | Subcampeonatos |
| -------------------- | ---------- | --------- | -------------- |
| Copa TOTTO LAB (1/0) |            | I Edición |                |